# Sidri
Sidir fou un estat tributari protegit a l'agència de Malwa, Índia central.
La superfície era de 3 km² i la població de 184 habitants el 1901. Els ingressos s'estimaven el mateix any en 3.000 rúpies. El sobirà portava el títol de thakur i era un bània nima mahajan.